# 吴振华
吴振华（1946年7月—），男，汉族，河北玉田人，中华人民共和国政治人物，曾任河北省政协副主席、中共河北省委统战部长，中共石家庄市委书记，河北省人大常委会副主任。